# Integrală multiplă

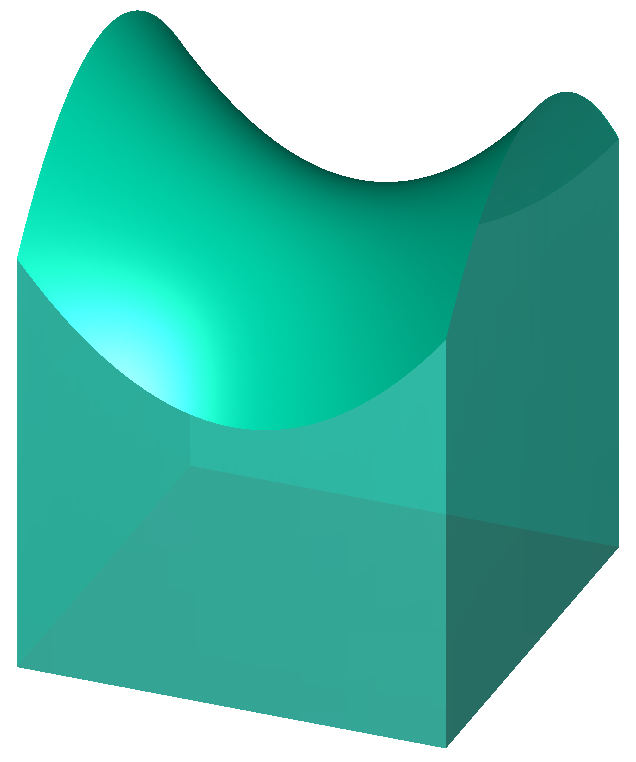
O integrală dublă interpretată ca volumul de sub o suprafaţă. Regiunea dreptunghiulară de la baza corpului este domeniul de integrare, iar suprafaţa este graficul funcţiei de două variabile care este integrată.

Noțiunea de integrală multiplă este similară cu noțiunea de integrală definită, extinsă la funcții de mai multe variabile reale, de exemplu, {\displaystyle f(x,y)} sau {\displaystyle f(x,y,z)}.
Așa cum integrala definită a unei funcții pozitive de o singură variabilă reprezintă aria suprafeței dintre graficul funcției și axa x, integrala dublă a unei funcții pozitive de două variabile reprezintă volumul regiunii de spațiu aflată între graficul funcției și planul care conține domeniul de definiție al acesteia. (Același volum poate fi obținut prin calculul integralei triple — integrala unei funcții de trei variabile — a funcției constante f(x, y, z) = 1 pe regiunea sus-menționată, dintre suprafață și plan.) Dacă există mai multe variabile, o integrală multiplă va da hipervolumul unei funcții de mai multe variabile.
Integrala multiplă a unei funcții de {\displaystyle \;n} variabile: {\displaystyle \;f(x_{1},x_{2},\ldots ,x_{n})} pe un domeniu {\displaystyle \;D} este reprezentată cel mai adesea prin semne succesive de integrare în ordinea inversă a execuției (cel mai din stânga semn de integrare este calculat ultimul) urmate de funcție și argumentele integrand în ordinea corectă (cel mai din dreapta argument este ultimul calculat). Domeniul de integrare este fie reprezentat simbolic pentru fiecare integrand în dreptul fiecărui semn de integrare, fie este abreviat ca variabilă la cel mai din dreapta semn de integrare:
{\displaystyle \iint \ldots \int _{\mathbf {D} }\;f(x_{1},x_{2},\ldots ,x_{n})\;\mathbf {d} x_{1}\mathbf {d} x_{2}\!\ldots \mathbf {d} x_{n}}
Fiind imposibil de calculat primitivele unei funcții de mai multe variabile, nu există integrale multiple nedefinite. Toate integralele multiple sunt integrale definite.

## Exemple
De exemplu, volumul paralelipipedului de laturi 4×6×5 mai poate fi obținut în mai multe moduri:
- Prin integrala dublă

{\displaystyle \iint _{D}5\ dx\,dy}
a funcției f(x, y) = 5 calculată pe regiunea D din planul xy care este baza paralelipipedului.
- Prin integrala triplă

{\displaystyle \iiint _{\mathrm {paralelipiped} }1\,dx\,dy\,dz}
a funcției constante 1 calculată pe paralelipiped.

## Definiție matematică
Fie n un număr întreg mai mare ca 1. Se consideră un așa numit dreptunghi n-dimensional semiînchis. Pentru un plan, n = 2, iar integrala multiplă este o integrală dublă.
{\displaystyle T=[a_{1},b_{1})\times [a_{2},b_{2})\times \cdots \times [a_{n},b_{n})\subset \mathbb {R} ^{n}.}
Se împarte fiecare interval {\displaystyle [a_{i},b_{i})} într-un număr finit de subintervale disjuncte, fiecare subinterval închis la stânga, și deschis la dreapta. Se notează aceste subintervale cu {\displaystyle I_{i}.} Atunci, familia de dreptunghiuri de forma
{\displaystyle C=I_{1}\times I_{2}\times \cdots \times I_{n}}
este o partiție a lui {\displaystyle T,} adică subdreptunghiurile {\displaystyle C} sunt disjuncte și reuniunea lor este {\displaystyle T.} Diametrul unui dreptunghi {\displaystyle C} este, prin definiție, cea mai mare din lungimile subintervalelor al căror produs este {\displaystyle C,} iar diametrul unei partiții date a lui {\displaystyle T} este definit ca cel mai mare diametru al subdreptunghiurilor din partiție.
Fie {\displaystyle f:T\to \mathbb {R} } o funcție definită pe un dreptunghi {\displaystyle T.} Se consideră o partiție
{\displaystyle T=C_{1}\cup C_{2}\cup \cdots \cup C_{m}}
a lui {\displaystyle T} definită ca mai sus, unde {\displaystyle m} este un întreg pozitiv. O sumă Riemann este o sumă de forma
{\displaystyle \sum _{k=1}^{m}f(P_{k})\,\operatorname {m} (C_{k})}
unde pentru fiecare {\displaystyle k}, punctul {\displaystyle P_{k}} este din {\displaystyle C_{k},} și {\displaystyle \operatorname {m} (C_{k})} este produsul lungimilor intervalelor al căror produs cartezian este {\displaystyle C_{k}.}
Despre funcția {\displaystyle f} se spune că este integrabilă Riemann dacă limita
{\displaystyle S=\lim _{\delta \to 0}\sum _{k=1}^{m}f(P_{k})\,\operatorname {m} \,(C_{k})}
există, unde limita este calculată peste toate partițiile posibile ale lui {\displaystyle T} de diametru cel mult {\displaystyle \delta .} Dacă {\displaystyle f} este integrabilă Riemann, {\displaystyle S} se numește integrala Riemann a funcției {\displaystyle f} pe mulțimea {\displaystyle T,} și se notează cu
{\displaystyle \int _{T}\!f(x)\,dx.}
Integrala Riemann a unei funcții definită peste o mulțime {\displaystyle n}-dimensională cu limite arbitrare, poate fi definită prin extinderea acelei funcții la o funcție definită pe un dreptunghi semiînchis ale cărei valori sunt zero în afara funcției originale. Atunci, integrala funcției originale pe domeniul original este definită ca integrala funcției extinse pe domeniul dreptunghiular, dacă aceasta există.
În cele ce urmează, integrala Riemann în n dimensiuni va fi numită integrală multiplă.

### Proprietăți
Integralele multiple au multe din proprietățile integralelor funcțiilor de o variabilă. În plus, ca și în cazul cu o singură variabilă, se poate folosi integrala multiplă ca media unei funcții pe o mulțime dată. Anume, dată fiind o mulțime {\displaystyle D\subset \mathbb {R} ^{n}} și o funcție integrabilă {\displaystyle f} pe {\displaystyle D}, valoarea medie a lui {\displaystyle f} pe domeniul de definiție este dată de
{\displaystyle {\bar {f}}={\frac {1}{m(D)}}\int _{D}f(x)\,dx,}
unde {\displaystyle \;m(D)} este măsura lui {\displaystyle \;D}.

### Cazuri particulare
În cazul {\displaystyle T\subseteq \mathbb {R} ^{2},} integrala
{\displaystyle \ell =\iint _{T}f(x,y)\,dx\,dy}
este integrala dublă a lui F pe T, și dacă {\displaystyle T\subseteq \mathbb {R} ^{3}} integrala
{\displaystyle \ell =\iiint _{T}f(x,y,z)\,dx\,dy\,dz}
este integrala triplă a lui F pe T.
Prin convenție, integrala dublă are două semne de integrare, iar cea triplă are trei; aceasta este doar o convenție de notare, și este utilă la calculul unei integrale multiple ca integrală iterativă.

## Metode de integrare
Rezolvarea problemelor cu integrale multiple constă în majoritatea cazurilor în găsirea modalității de reducere a integralei multiple la o serie de integrale de o singură variabilă, fiecare fiind rezolvabilă prin metode specifice.

### Examinare directă
Uneori, este posibil să se obțină rezultatul integrării fără calcule directe.

#### Constante
În cazul unei funcții constante, rezultatul este direct: se înmulțește măsura domeniului cu funcția constantă c. Dacă c = 1, și integrarea se face pe o subregiune a lui R2 rezultă aria acelei regiuni, iar în R3 este volumul regiunii.
- De exemplu:

{\displaystyle D=\{(x,y)\in \mathbb {R} ^{2}\ :\ 2\leq x\leq 4\ ;\ 3\leq y\leq 6\}} and {\displaystyle f(x,y)=2\,\!}
Se integrează f peste D:
{\displaystyle \int _{2}^{4}\int _{3}^{6}\ 2\ dx\,dy={\mbox{area}}(D)\cdot 2=(2\cdot 3)\cdot 2=12.}

#### Folosirea unor posibile simetrii
În cazul unui domeniu în care există simetrii față de una dintre axe și unde funcția are cel puțin o paritate în raport cu o variabilă, integrala devine nulă (suma valorilor opuse și egale în modul este zero).
Este suficient ca - în funcții definite pe Rn - valoarea dependentă este impară în raport cu axa de simetrie.
- Exemplu (1):

Se dă {\displaystyle f(x,y)=2\ \sin(x)-3\ y^{3}+5} și {\displaystyle T=x^{2}+y^{2}\leq 1} suprafața de integrare (discul de rază 1 cu centrul în origina axelor, cu marginea inclusă).
Folosind proprietate de liniaritate, integrala poate fi descompusă în trei părți:
{\displaystyle \iint _{T}(2\ \sin(x)-3\ y^{3}+5)\ dx\,dy=\iint _{T}2\ \sin(x)\ dx\,dy-\iint _{T}3\ y^{3}\ dx\ dy+\iint _{T}5\ dx\ dy}
2 sin(x) și 3y3 sunt ambele funcții impare și în plus este evident că discul T este simetric și în raport cu axa x și în raport cu axa y; astfel, singura contribuție la rezultatul final al integralei o are funcția constantă 5 deoarece celelalte componente sunt nule.
- Exemplu (2):

Se consideră funcția {\displaystyle f(x,y,z)=x\ e^{y^{2}+z^{2}}} și - ca regiune de integrare - sfera de rază 2 centrată în originea axelor {\displaystyle T=x^{2}+y^{2}+z^{2}\leq 4}. "Bila" este simetrică în raport cu axele, dar este suficient să se integreze în raport cu axa x pentru a arăta că integrala este 0, deoarece funcția este impară în acea variabilă.

### Formule de reducere
Formulele de reducere utilizează conceptul de domeniu simplu pentru a face posibilă descompunerea integralei multiple ca produs de alte integrale de o singură variabilă. Acestea trebuie să fie rezolvate de la dreapta la stânga, ținând cont că celelalte variabile sunt constante (aceeași procedură ca și la calculul derivatelor parțiale).

#### Domenii normale dinR2

##### Axax
Dacă D este un domeniu măsurabil perpendicular pe axa x și {\displaystyle f:D\longrightarrow \mathbb {R} } este o funcție continuă; atunci α(x) și β(x) (definite pe itnervalul [a,b]) sunt două funcții care determină D. Atunci:
{\displaystyle \iint _{T}f(x,y)\ dx\,dy=\int _{a}^{b}dx\int _{\alpha (x)}^{\beta (x)}f(x,y)\,dy.}

##### Axay
Dacă D este un domeniu măsurabil perpendicular pe axa y și {\displaystyle f:D\longrightarrow \mathbb {R} } este o funcție continuă; atunci α(y) și β(y) (definite pe intervalul [a,b]) sunt două funcții care determină D. Atunci:

Exemplu: Regiunea D pentru integrale calculate prin metoda reducerii.

{\displaystyle \iint _{T}f(x,y)\ dx\,dy=\int _{a}^{b}dy\int _{\alpha (y)}^{\beta (y)}f(x,y)\,dx.}

##### Exemplu

Exemplu de domeniu normal în R^{3} (planul xy).

Fie regiunea {\displaystyle D=\{(x,y)\ :\ x=0,y=1,y=x^{2}\}} (vezi graficul). Se calculează
{\displaystyle \iint _{D}(x+y)\,dx\,dy.}
Acest domeniu este perpendicular pe axele x și y. Pentru a aplica formulele, trebuie găsite funcțiile care determină D.
În acest caz, cele două funcții sunt:
{\displaystyle \alpha (x)=x^{2}\,\!} și {\displaystyle \beta (x)=1\,\!}
intervalul este dat de intersecțiile funcțiilor cu dreapta {\displaystyle x=0\,\!}, deci intervalul este {\displaystyle [a,b]=[0,1]\,\!} (normalitatea a fost aleasă în raport cu axa x).
Acum se pot aplica formulele:
{\displaystyle \iint _{D}(x+y)\,dx\,dy=\int _{0}^{1}dx\int _{x^{2}}^{1}(x+y)\,dy=\int _{0}^{1}dx\ \left[xy\ +\ {\frac {y^{2}}{2}}\ \right]_{x^{2}}^{1}}
(la început, se calculează a doua integrală, considerând x constant). Restul operațiunilor constau din aplicarea tehnicilor de bază de integrare:
{\displaystyle \int _{0}^{1}\left[xy\ +\ {\frac {y^{2}}{2}}\ \right]_{x^{2}}^{1}\,dx=\int _{0}^{1}\left(x+{\frac {1}{2}}-x^{3}-{\frac {x^{4}}{2}}\right)dx=\cdots ={\frac {13}{20}}.}
Dacă se alege normalitatea în raport cu axa y atunci se calculează
{\displaystyle \int _{0}^{1}dy\int _{0}^{\sqrt {y}}(x+y)\,dx.}
și se obține aceeași valoare.

#### Domenii normale în R3
Extensia acestor formule la integralele triple este evidentă:
T este un domeniu perpendicular pe planul xy în raport cu funcțiile α (x,y,z) și β(x,y,z). Atunci:
{\displaystyle \iiint _{T}f(x,y,z)\ dx\,dy\,dz=\iint _{D}dx\,dy\int _{\alpha (x,y,z)}^{\beta (x,y,z)}f(x,y,z)\,dz}
(aceeași definiție există și pentru celelalte cinci domenii de normalitate din R3).

### Schimbarea de variabilă
Limitele de integrare nu sunt de multe ori ușor de interschimbat (în absența normalității sau a unor formule complexe de integrare), și în acest caz se efectuează o schimbare de variabile pentru a rescrie integrala într-o regiune mai "comodă", descrisă de formule mai simple. Pentru a face aceasta, funcția trebuie să fie adaptată noilor coordonate.
Exemplu (1-a): 
Funcția este {\displaystyle f(x,y)=(x-1)^{2}+{\sqrt {y}}};
dacă se adoptă această substituție: {\displaystyle x'=x-1,\ y'=y\,\!} atunci {\displaystyle x=x'+1,\ y=y'\,\!}
se obține noua funcție {\displaystyle f_{2}(x,y)=(x')^{2}+{\sqrt {y}}}.
- Analog pentru domeniu, deoarece el este delimitat de variabilele originale care au fost transformate anterior (x și y în exemplu).
- diferențialele dx și dy se transformă prin determinantul matricii jacobiene ce conține derivatele parțiale ale transformărilor privind noua variabilă (ca, de exemplu, transformarea în coordonate polare).

Există trei tipuri principale de schimbări de variabile (unul în R2, două în R3); totuși, se poate găsi o schimbare de variabilă potrivită pe același principiu la un mod mai general.

#### Coordonate polare

Transformarea din coordonate polare în coordonate carteziene.

În R2, dacă domeniul are simetrie circulară și funcția are anumite caracteristici deosebite, se poate aplica transformarea în coordonate polare ceea ce înseamnă că punctele generice P(x,y) în coordonate carteziene se transformă în puncte corespunzătoare lor în coordonate polare. Aceasta permite modificarea formei domeniului și simplificarea calculelor.
Relația fundamentală pe care se bazează transformarea este următoarea:
{\displaystyle f(x,y)\rightarrow f(\rho \ \cos \phi ,\rho \ \sin \phi ).}
Exemplu (2-a):

Funcția este {\displaystyle f(x,y)=x+y\,\!}
șî la aplicarea transformării se obține
{\displaystyle f(\rho ,\phi )=\rho \cos \phi +\rho \sin \phi =\rho \ (\cos \phi +\sin \phi ).}
Exemplu (2-b):
Funcția este {\displaystyle f(x,y)=x^{2}+y^{2}\,\!}
În acest caz avem:
{\displaystyle f(\rho ,\phi )=\rho ^{2}(\cos ^{2}\phi +\sin ^{2}\phi )=\rho ^{2}\,\!}
folosind identitatea triunghiului (foarte utilă în simplificarea operației).
Transformarea domeniului domeniului se face definind circumgerința și amplitudinea unghiului descris pentru a defini intervalele ρ, φ pornind de la x, y.

Exemplu de transformare de domeniu de la sistemul cartezian la cel polar.

Exemplu (2-c):
Domeniul este {\displaystyle D=x^{2}+y^{2}\leq 4\,\!}, adică un disc de rază 2; este evident că unghiul acoperit este întreg cercul, deci φ variază de la 0 la 2π, iar raza variază de la 0 la 2.
Exemplu (2-d):
Domeniul este {\displaystyle D=\{x^{2}+y^{2}\leq 9,\ x^{2}+y^{2}\geq 4,\ y\geq 0\}}, adică coroana circulară din semiplanul din semiplanul pozitiv y; se observă că φ descrie un unghi plan iar ρ merge de la 2 la 3. Deci domeniul transformat va fi următorul dreptunghi:
{\displaystyle T=\{2\leq \rho \leq 3,\ 0\leq \phi \leq \pi \}}.
Determinantul jacobian al transformării este următorul:
{\displaystyle {\frac {\partial (x,y)}{\partial (\rho ,\phi )}}={\begin{vmatrix}\cos \phi &-\rho \sin \phi \\\sin \phi &\rho \cos \phi \end{vmatrix}}=\rho }
care a fost obținut introducând derivatele parțiale ale funcțiilor x' = ρ cos(φ), y = ρ sin(φ) în prima coloană în raport cu ρ șî în a doua în raport cu φ, deci diferențialele dx dy din tranfosrmare devin ρ dρ dφ.
Odată ce funcția este transformată și domeniul este evaluat, se poate defini formula pentru schimbarea de variabile în coordonate polare:
{\displaystyle \iint _{D}f(x,y)\ dx\,dy=\iint _{T}f(\rho \cos \phi ,\rho \sin \phi )\rho \,d\rho \,d\phi .}
Se observă că φ este valid în intervalul [0, 2π] în timp ce ρ, deoarece este o măsură a lungimii, poate avea doar valori pozitive.
Exemplu (2-e):
Funcția este {\displaystyle f(x,y)=x\,\!} este același ca în exemplul 2-d.
Din analiza anterioară a domeniului D știm că intervalele ρ (de la 2 la 3) și φ (de la 0 la π). Funcția se transformă:
{\displaystyle f(x,y)=x\longrightarrow f(\rho ,\phi )=\rho \ \cos \phi .}
în cele din urmă se aplică formula de integrare:
{\displaystyle \iint _{D}x\,dx\,dy=\iint _{T}\rho \cos \phi \ \rho \,d\rho \,d\phi .}
Odată ce sunt cunoscute intervalele, se poate calcula
{\displaystyle \int _{0}^{\pi }\int _{2}^{3}\rho ^{2}\cos \phi \ d\rho \ d\phi =\int _{0}^{\pi }\cos \phi \ d\phi \left[{\frac {\rho ^{3}}{3}}\right]_{2}^{3}=\left[\sin \phi \right]_{0}^{\pi }\ \left(9-{\frac {8}{3}}\right)=0.}